# Joseph Fadelle
Joseph Fadelle, nacido como Mohamed al-Sayid al-Musawi (en árabe: محمد السيد الموسوي‎) en 1964 en Irak, es un escritor franco-iraquí, converso del islam chií al catolicismo.

## Trayectoria
Fadelle nació en una familia de buena posición y religión chiita de Irak, considerada descendiente de Mahoma a través de Musa al-Kazim. Según refiere en su autobiografía, se convirtió al catolicismo como resultado de las conversaciones mantenidas con un cristiano con quien convivió cuando hizo el servicio militar en 1987, y después del estudio del Corán y la Biblia.
En 1992, su padre arregló su matrimonio con una mujer musulmana llamada Anouar. Durante este tiempo, Fadelle fue a la iglesia en secreto, y contactó con un misionero que estuvo de acuerdo en darle la catequesis necesaria para obtener el bautismo. Su conversión se mantuvo oculta durante varios meses, incluso a su familia, hasta que fue descubierto por su esposa, que más tarde también adoptó el cristianismo. En 1997, cuando la familia se enteró de su conversión, fue detenido y torturado durante un año y cuatro meses, a petición de su tío.
Debido a una fatwa contra su esposa y él mismo, tuvo que abandonar el país. Finalmente, llegaron a Jordania en abril de 2000, y fueron bautizados. En diciembre de ese mismo año, su familia lo encontró y trató de matarlo, dejándolo cuando pensaban que estaba muerto. Cuando se recuperó, se fue con su familia a Francia y desde el año 2001 obtuvo la nacionalidad gala y vive allí con protección de la policía.
En marzo de 2010 publicó un libro autobiográfico,  El precio a pagar, que tuvo un gran éxito de ventas en Francia, y se ha traducido a numerosos idiomas.

## Obra
- Le Prix à payer (autobiografía), 25 de marzo de 2010, L'Œuvre éditions ISBN 978-2-35631-060-6
  - En inglés : The Price to Pay: A Muslim Risks All to Follow Christ, Ignatius Press, 2012 ISBN 978-1-5861-7599-3
  - En español : El precio a pagar. Ediciones Rialp. 2011. ISBN 978-84-321-3881-2.
  - En portugués : O Preço a pagar, Paulinas - Portugal ISBN 978-9-8967-3204-2
  - En italiano : Il prezzo da pagare, Cantagalli 2011 ISBN 978-8-8827-2622-5
  - En holandés : Duur betaald, Lannoo Meulenhoff - Belgium, 2011 ISBN 978-9-0209-3456-4
  - En alemán : Das Todesurteil, Sankt Ulrich Verlag, Augsburg, 2011 ISBN 978-3-86744-196-4
- Guy Pagès; Joseph Fadelle (marzo de 2013).  Éditions Dominique Martin Morin, ed. Interroger l'Islam. Éléments pour le dialogue islamo-chrétien (en francés). París. p. 320.